# دودمان اوبرینوویچ
خاندان اوبرینوویچ دودمان اشرافی صرب بودند که از ۱۸۱۷ تا ۱۸۴۲ میلادی (بار اول) و از ۱۸۵۸ تا ۱۹۰۳ میلادی بر صربستان حکومت کردند. آنان از طریق رهبری سرسلسله خود یعنی میلوس اوبرینوویچ که رهبر انقلاب صربستان (۱۸۱۵-۱۸۱۷) علیه امپراتوری عثمانی بود، به قدرت رسیدند. انقلاب صربستان در ۱۸۱۷ منجر به تأسیس شاهزاده‌نشین صربستان و استقلال داخلی این سرزمین از امپراتوری عثمانی شد. فرمانروایان این خاندان مایل به حکومت استبدادی و دیکتاتوری بودند و به همین شیوه توانستند دهه‌ها به صربستان حکمرانی کنند.
دوره حکمرانی این خاندان زمانی به سرآمد که در ۱۹۰۳ میلادی، آخرین شاه آن، الکساندر اول به دلیل نامحبوب‌بودن خود توسط گروهی به نام دست سیاه ترور شد. بعد از این واقعه، حکومتی مشروطه تحت فرمانروایی خاندان کارادوردویچ قدرت را بدست گرفت.
برخلاف سایر کشورهای بالکان نظیر یونان، بلغارستان و رومانی صربستان هیچ‌کدام از اعضای خاندان سلطنتی خود را به دیگر کشورهای اروپایی نفرستاد تا در آنجا به قدرت برسند. خاندان اوبرینوویچ همانند خاندان کارادوردویچ، همواره در داخل صربستان فعالیت می‌کردند.